# Torre dei Balivi
Der Torre dei Balivi (französisch Tour du Bailliage), auch Torre d’Angolo (französisch Tour Cornière, deutsch Winkelturm), ist ein Burgturm in der Stadt Aosta im Aostatal mit angeschlossenem festen Haus. Er liegt in der Via Guido Rey gegenüber dem Gesundheitsamt der Stadt an der Nordostecke der römischen Stadtmauer. Seit 2014 ist dort das Istituto Musicale Pareggiato della Valle d’Aosta (dt.: Paritätisches Musikinstitut des Aostatals) untergebracht.

## Geschichte
Der Torre dei Balivi, der auch Tour Cornière oder Torre d’Angolo genannt wird, wurde erstmals 1192 urkundlich erwähnt.

Turm und festes Haus auf einem Foto vom Ende des 19. oder Anfang des 20. Jahrhunderts

Im 12. Jahrhundert wurde er im Auftrag der örtlichen Adelsfamilie de Palais (oder de Palacio) umgebaut, die ihn in Besitz genommen hatten: Die Aufstockung des Gebäudes wurde, wie dies häufig geschah, durch einen Abriss der Umfassungsmauern bewerkstelligt, wobei die Steinblöcke der Verkleidung für die neuen Gebäudeteile wiederverwendet wurden.
1263 gaben die Palais unter Beibehaltung einiger Rechte an dem Turm und dem festen Haus diese an den Grafen von Savoyen auf, der sie zum Sitz des Bailly bestimmte. Im 14. Jahrhundert wurde der Turm „Turris Comitis“ (dt.: Turm des Grafen) genannt. Von Seiten der Palais war der Turm in der Lehensanerkennung von 1287 eingeschlossen, während Aimone de Palais 1311 seine Rechte daran an seinen Bruder abtrat.
Da dies der Sitz des Baillys war, entstand die Notwendigkeit, das Gebäude zu erweitern, und so entstanden der nördliche und der nordöstliche Baukörper, die im 15. Jahrhundert und in den ersten Jahren des 16. Jahrhunderts geschaffen wurden. 1406 wurden auf Geheiß des Baillys Jean de Pectigny der Rundturm und der westliche Baukörper errichtet, der als Wohnhaus diente. 1540 wurde der Torre dei Balivi für Antonio di Leschaux erneut wesentlich erweitert und umgebaut.
Anfang des 15. Jahrhunderts wurden das Gericht und die Gefängnisse ebenfalls in den Torre dei Balivi verlegt.
1626 verblieben mit dem Umzug der herzoglichen Repräsentanten, die einen so weit außerhalb des Zentrums liegenden Dienstsitz und das erzwungene Zusammensein mit den Häftlingen nicht schätzten, in ein anderes Gebäude nur noch die Gefängnisse im Torre dei Balivi.
1984 wurden die Gefängnisse geschlossen und das Gebäude wartete lange auf eine neue Aufgabe. Nach einem bis Ende 2013 durchgeführten Umbau beherbergt der Turm seit 2014 das Musikinstitut von Aosta.

Grundriss des Torre dei Balivi (Carlo Nigra, 1938).